# Órganos sensoriales de los gastrópodos
Los órganos sensoriales de los gastrópodos (caracoles y babosas) incluyen órganos olfativos, ojos, estatocistos y mecanorreceptores. Los gastrópodos no cuentan con órganos auditivos.

## Órganos olfatorios

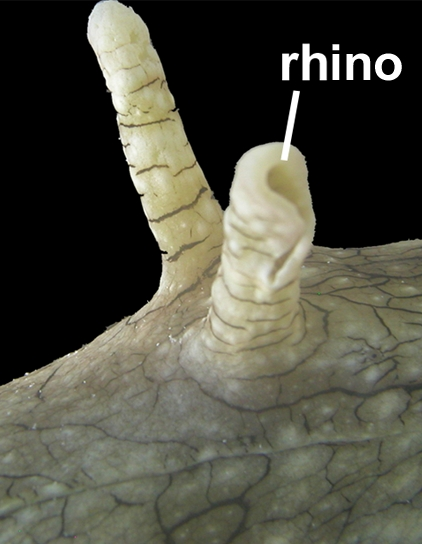
Rinóforo de Aplysia californica.

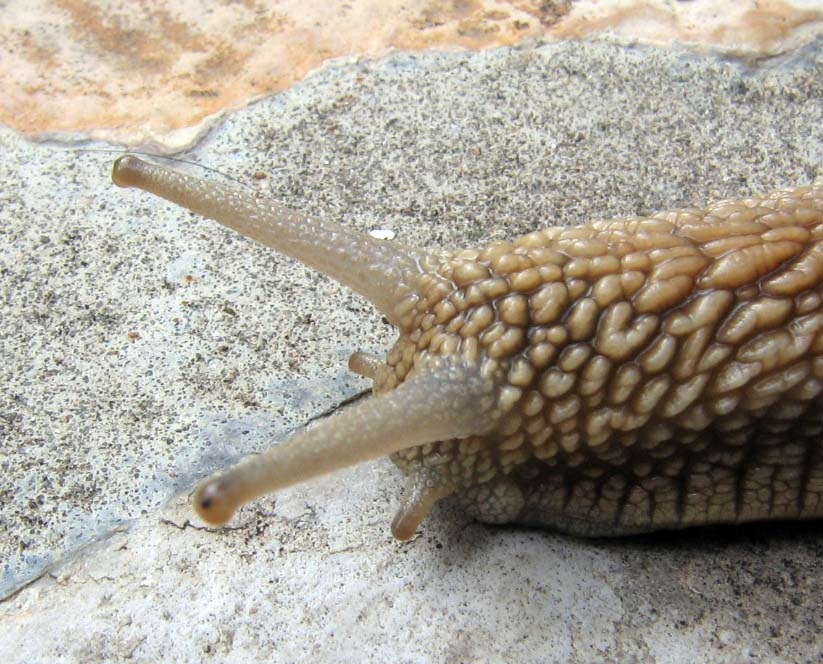
La parte superior de los tentáculos del Helix pomatia tiene ojos, pero los órganos sensoriales principales son las neuronas olfativas en el epitelio de los tentáculos

En los gastrópodos terrestres, los órganos sensoriales más importantes son los órganos olfativos que se encuentran en las puntas de los cuatro tentáculos. Algunos gasterópodos terrestres pueden rastrear el olor de los alimentos utilizando sus  tentáculos (taxia) y el viento (taxis).
En los gastrópodos marinos opistobranquios, los quimiorreceptores son dos estructuras que sobresalen en la parte superior de la cabeza. Se conocen como rinóforos. Una babosa de mar como   Navanax inermis  tiene quimiorreceptores a los lados de su boca para rastrear mucopolisacáridos en los rastros mucosos de presas y posibles parejas.
El caracol de agua dulce Bithynia tentaculata es capaz de detectar la presencia de sanguijuelas que comen moluscos a través de quimiorrecepción, y de cerrar su  opérculo para evitar la depredación.
El caracol de aguas profundas  Bathynerita naticoidea  puede detectar lechos de mejillones que contienen la especie  Bathymodiolus childressi , porque se siente atraído por el agua con su olor.

## Ojos
En los gasterópodos pulmonados terrestres, las manchas oculares están presentes en las puntas de los tentáculos en Stylommatophora o en la base de los tentáculos en Basommatophora. Estas manchas oculares van desde simples ocelos que no pueden proyectar una imagen (simplemente distinguiendo la luz y la oscuridad), hasta ojos más complejos e incluso con lentes. La visión no es el requisito más importante en los gasterópodos terrestres, porque son principalmente animales nocturnos.
Algunos gasterópodos, por ejemplo los caracoles manzana (familia Ampullariidae) y las especies marinas del género Strombus  pueden regenerar completamente sus ojos. Los gasterópodos de estas dos familias tienen ojos con cristalinos.
Secuencia morfológica de diferentes tipos de ojos multicelulares ejemplificada por los ojos de gasterópodos:
|  |  |  |  |  |

### Ojos concristalino
|  |  |  |  |  |  |  |

## Estatocistos

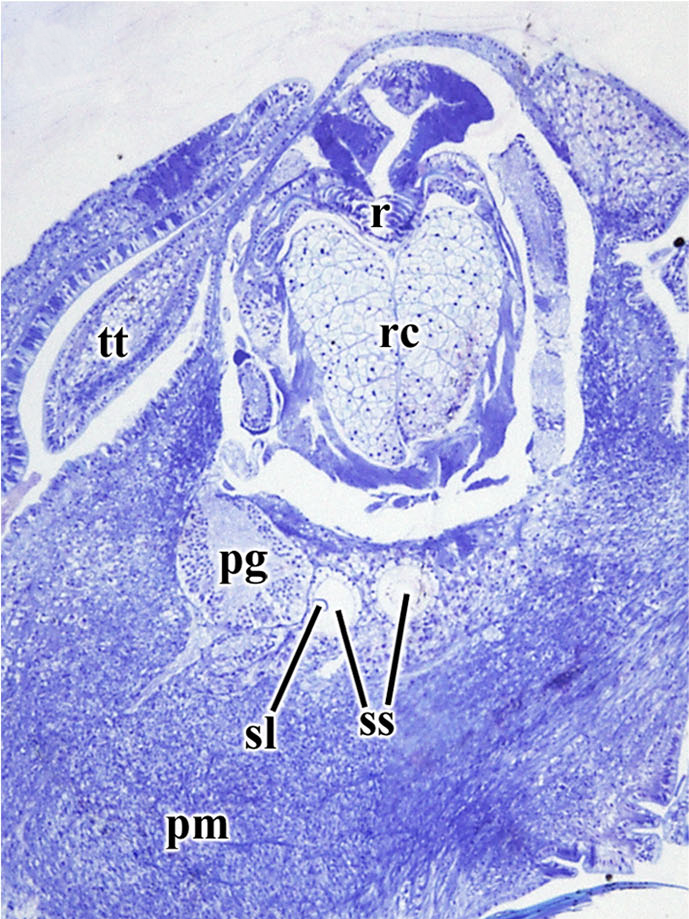
Estatocistos (ss) y estatolito (sl) dentro de la cabeza de Gigantopelta chessoia.

En los estatocistos de Haliotis asinina se encontró la expresión de un gen conservado (gen Pax-258), que también es importante para formar estructuras para el equilibrio en los eumetazoos.

## Mecanorreceptores
Los mecanorreceptores son muy cruciales para los sentidos del caracol.